# Катастрофа MD-82 в Литл-Роке
Катастрофа MD-82 в Литл-Роке — авиационная катастрофа, произошедшая во вторник 1 июня 1999 года. Авиалайнер McDonnell Douglas MD-82 авиакомпании American Airlines совершал плановый внутренний рейс AA 1420 по маршруту Даллас—Литл-Рок, но при посадке в аэропорту Литл-Рока в сложных погодных условиях выкатился за пределы ВПП и врезался в мост, разрушившись на две части. Из находившихся на его борту 145 человек (139 пассажиров и 6 членов экипажа) погибли 11.

## Самолёт
McDonnell Douglas MD-82 (регистрационный номер N215AA, заводской 49163, серийный 1111) был выпущен в 1983 году (первый полёт совершил 3 июня). 1 августа того же года был передан авиакомпании American Airlines. Оснащён двумя турбореактивными двигателями Pratt & Whitney JT8D-215C. На день катастрофы совершил 27 103 цикла «взлёт-посадка» и налетал 49 136 часов.

## Экипаж
Самолётом управлял опытный экипаж, состав которого был таким:
- Командир воздушного судна (КВС) — 48-летний Ричард Бушман (англ. Richard Buschmann). Очень опытный пилот, проработал в авиакомпании American Airlines 19 лет и 11 месяцев (с июля 1979 года). Управлял самолётами T-33, EB-57 и Boeing 727. В должности командира McDonnell Douglas MD-82 — с 31 июля 1991 года (до этого управлял им в качестве второго пилота). Налетал 10 234 часа, 7384 из них на MD-82 (5518 из них в качестве КВС).
- Второй пилот — 35-летний Майкл Оригел (англ. Michael Origel). Опытный пилот, проработал в авиакомпании American Airlines 5 месяцев (с января 1999 года). Управлял самолётами Cessna 210, Learjet 35, Beechcraft King Air E-90 и Boeing 737. В должности второго пилота McDonnell Douglas MD-82 — с 22 февраля 1999 года. Налетал 4292 часа, 182 из них на MD-82.

В салоне самолёта работали четыре стюардессы:
- Нэнси Луна (англ. Nancy Luna),
- Тэмми Гарднер (англ. Tammy Gardner),
- Дженнифер Чапман (англ. Jennifer Chapman),
- Лори Нельсон (англ. Laurie Nelson).

## Хронология событий
Рейс AA 1420 вылетел из Далласа в 22:40. Примерно в 22:54 авиадиспетчер передал экипажу сообщение о том, что погода в окрестностях Литл-Рока может испортиться ещё до времени прибытия. Диспетчер предложил экипажу ускорить прибытие самолёта в Литл-Рок до грозы, если это будет возможно; экипаж подтвердил это сообщение.
В 23:25:47 командир заявил: Мы должны добраться туда побыстрее. В 23:25:52 второй пилот сказал: Мне не нравится, что… что молнии, на что КВС ответил: Конечно. Самолёт в этот момент был уже недалеко от Литл-Рока и летел на высоте 3000 метров. В 23:34 экипаж связался с диспетчерским центром аэропорта Даллас/Форт-Уэрт. Диспетчер сообщил экипажу рейса 1420, что гроза идёт на северо-запад к аэропорту, ветер порывистый 280º от 51 до 81 км/ч. Второй пилот сказал диспетчеру, что он и КВС видели молнии. Диспетчер дал указание экипажу садиться на ВПП №22L.
В 23:39:12 второй пилот сказал: Ладно, мы можем… увидеть аэропорт отсюда. Едва мы можем сделать это, но мы должны быть в состоянии сесть на ВПП два два… что шторм двигался именно так, как ваш радар говорит, что это, но немного дальше, чем вы думали. Затем диспетчер предложил рейсу 1420 визуальный подход к аэропорту Литл-Рока, но второй пилот сказал: На данном этапе мы действительно не можем разобраться. Мы собираемся сесть как можно быстрее.
В 23:39:45 диспетчер уведомил рейс AA 1420 о том, что ветер уже 340° скорость 18 км/ч, на севере ветер 330° скорость 46 км/ч и на северо-западе ветер 10° скорость 27 км/ч. Экипаж решил сесть на ВПП №4R так, чтобы при посадке попасть не под встречный, а под попутный ветер. В 23:42:55 диспетчер предложил рейсу 1420 садиться на ВПП №4R, второй пилот подтвердил решение.
В 23:43:11 диспетчер ещё раз связался с рейсом 1420, одобрил визуальный подход к ВПП №4R и сказал: Если вы его потеряете или будет нужна помощь, дайте мне знать. В 23:43:35 второй пилот сказал: Ты идёшь. 3 секунды спустя КВС сказал: Ой, я потерял его, на что второй пилот ответил: Вижу, что она уже там. Затем КВС сказал: Я всё ещё не вижу его… просто меняю вектор. Я не знаю.
В 23:45:47 второй пилот связался с диспетчером: Мы подходим довольно близко к этому урагану. Мы будем держать его крепко, если придётся. В 23:46:39 диспетчер сообщил экипажу, что их самолёт в 3 километрах от внешнего маркера, в аэропорту Литл-Рока сильный ливень, видимость упала до 1,6 километра, а видимость на ВПП №4R упала до 900 метров. В 23:47:08 диспетчер снова связался с рейсом 1420 и указал, что ветер 350° скорость от 55 до 83 км/ч. В 23:47:22 КВС заявил, что 3000 футов. Мы не можем приземлиться. В 23:47:26 второй пилот сказал: До ВПП всего 2400 футов, но командир потом ответил: Ладно, хорошо.
В 23:47:44 экипаж выпустил шасси. Диспетчер сообщил, что ветер 350° скорость от 59 до 83 км/ч, на севере ветер 310° скорость 53 км/ч и на северо-востоке ветер 320° скорость 59 км/ч. В 23:48:12 рейс 1420 находился в 490 метрах до взлётной полосы №4R. В 23:49:53 диспетчер сообщил о ветре 320° скорость 42 км/ч. Примерно от 120 метров над землёй лайнер резко отклонился вправо.
В 23:50 второй пилот сказал: Мы намного выкл…, а КВС заявил: Я не могу её разглядеть. В 23:50:14 в кабине экипажа зазвучал сигнал системы GPWS «SINK RATE!».

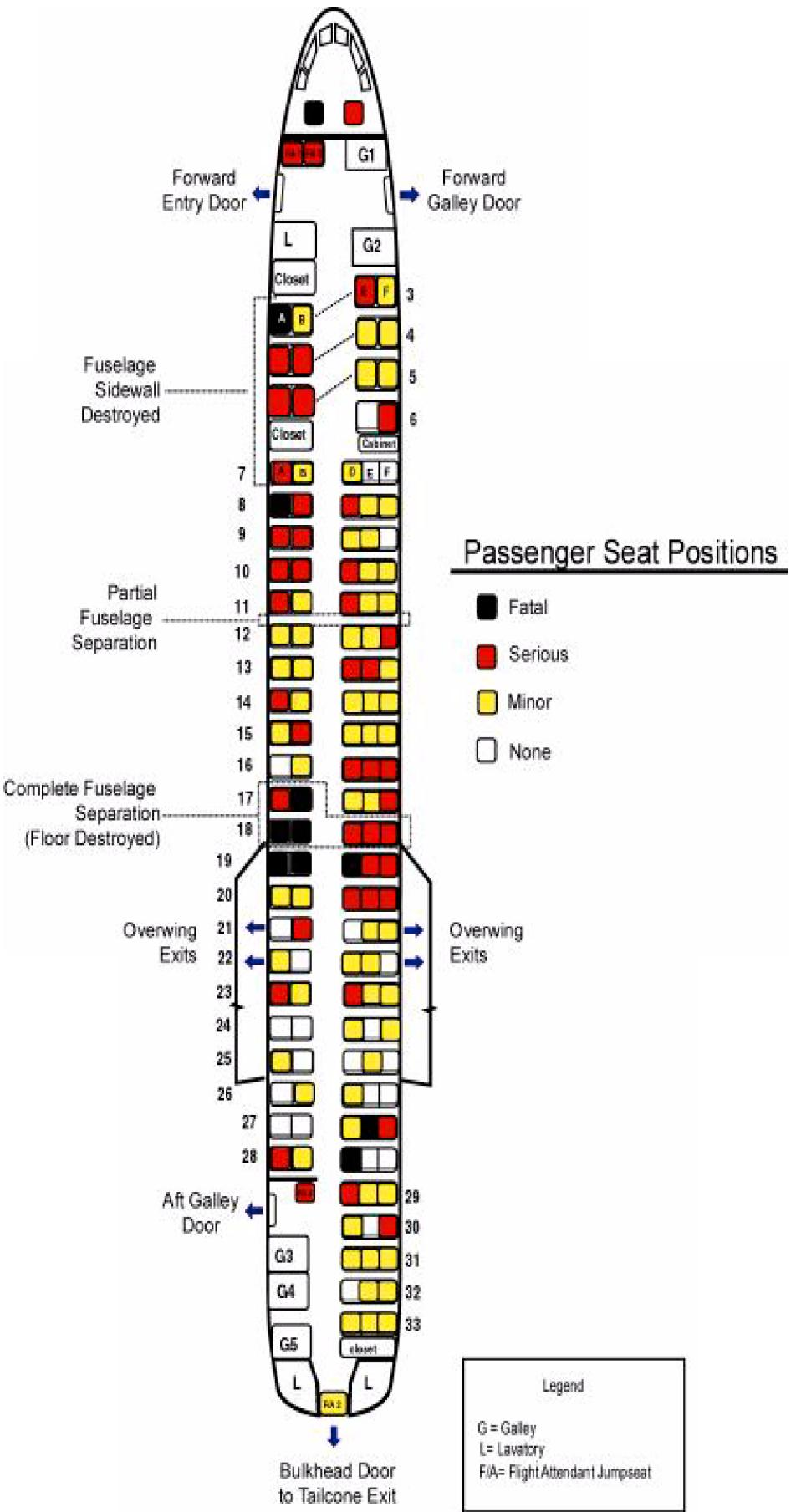
Диаграмма травм пассажиров рейса 1420 (NTSB) в зависимости от их местонахождения

В 23:50:20 рейс AA 1420 жёстко сел на ВПП №4R. В 23:50:22 второй пилот заявил: Мы падаем, а 2 секунды спустя сказал: Он не тормозит. Через 7 секунд после приземления были активированы реверсы тяги обоих двигателей, коэффициенты давления достигли параметров 1,89 и 1,67 соответственно. В 23:50:32 речевой самописец зафиксировал неопознанный голос в кабине, который сказал: …на тормозах. Двигатель №1 (левый) достиг максимальной настройки 1,98 обратного ЭПР, а двигатель №2 (правый) достиг максимальной настройки 1,64 обратного ЭПР. Левая педаль тормоза была отпущена и реверсы возвратились в открытое состояние. В 23:50:36 полное отклонение элеронов не было осуществлено, самолёт скользил по взлётной полосе и вилял хвостовой частью то вправо, то влево.
В 23:50:40 рейс AA 1420 выкатился за пределы ВПП №4R, снёс несколько труб с левого края курсового радиомаяка, проскользил ещё 80 метров и врезался в мост (надземный переход). От удара об мост лайнер разорвало на две части, носовую часть с наполовину сорванным фюзеляжем развернуло влево.
В катастрофе погибли 10 человек — 1 член экипажа (КВС) и 9 пассажиров; 14-летняя пассажирка Рейчел Фуллер (англ. Rachel Fuller) умерла в больнице через 2 недели после катастрофы (14 июня) от полученных ожогов, перенеся ампутацию ноги; ранения получили ещё 110 человек — 4 члена экипажа (второй пилот и 3 стюардессы) и 106 пассажиров.
Среди членов экипажа:
- 3 получили серьёзные травмы (второй пилот и 2 стюардессы),
- 1 получил лёгкие травмы.

Среди пассажиров:
- 41 получили серьёзные травмы,
- 65 получили лёгкие травмы,
- 24 не пострадали.

## Расследование
Расследование причин катастрофы рейса AA 1420 проводил Национальный совет по безопасности на транспорте (NTSB).
Окончательный отчёт расследования был опубликован 23 октября 2001 года.
Согласно отчёту, причиной катастрофы стали многочисленные ошибки пилотов. В частности, они производили заход на посадку в сложнейших погодных условиях, когда для этого не было никаких оснований. Также пилоты превысили предел по боковому ветру для данного типа самолётов — на момент посадки скорость ветра составляла 52 км/ч. При таком ветре и после получения двух предупреждений о сдвиге ветра пилоты должны были прекратить снижение и уйти на запасной аэродром.
Кроме того, пилоты слишком поздно начали подготовку к посадке, начали торопиться и пропустили несколько важных шагов; в частности, не была активирована система автоматического включения спойлеров, снижающих подъёмную силу на крыле и повышающих эффективность колёсных тормозов. Автоматическую систему торможения пилоты также забыли включить. При обнаружении всех этих просчётов после касания взлётной полосы ни один из пилотов не предпринял попыток включить их вручную. Самолёт производил посадку практически без торможения.
После того как лайнер начал соскальзывать с ВПП, оба пилота запаниковали и начали предпринимать действия, в значительной мере усугубившие положение. В частности, КВС включил реверс тяги двигателей на уровне, значительно превышающем рекомендованные в руководстве по лётной эксплуатации MD-82 и это привело к полной потере управления.

## Культурные аспекты
Катастрофа рейса 1420 American Airlines показана в 1 сезоне канадского документального телесериала Расследования авиакатастроф в серии Наперегонки с бурей.